# Madball
Madball — хардкор-панк-группа из Нью-Йорка, появившаяся в конце 1980-х годов как сайд-проект Agnostic Front (в то время, когда фронтмен Agnostic Front Роджер Майрет позволит своему младшему сводному брату Фредди «Мэдболлу» Крисьену взять в руки микрофон во время выступлений его группы). Группа продала около 2 миллионов копий альбомов.

## История
Группа Madball была основана в 1988 году из большинства членов проекта Agnostic Front. Madball состоял из вокалиста Роджера Мирета, игравшего на бас-гитаре, Винни Стигма на гитаре, Уилла Шеплера на барабанах и вокалиста Фредди Кришена, младшего брата Роджера Мирета. Первые несколько концертов группа играла неиспользуемые песни Agnostic Front.
Первый релиз группы состоялся в 1989 году выходом мини-альбома Ball of Destruction. После многих лет игры на региональных выступлениях в районах Нью-Йорка к коллективу присоединяется второй гитарист Мэтт Хендерсон. К тому времени Madball записали и выпустили EP Droppin' Many Suckers. Годом позже Роджер Мирет покидает группу, его заменяет бас-гитарист Хойя Roc — хороший друг Фредди Кришена (он искал новую группу после распада своего коллектива Dmize). В это время Madball подписывают контракт с лейблом Roadrunner Records в 1994 году и выпускает на нём два полноформатных студийных альбома; Set It Off в 1994 году и Demonstrating My Style в 1996 году. В череде концертных туров группа завоёвывает огромную популярность среди поклонников панка и хардкора по всему миру.
В 1995 году Madball принимают участие в документальном фильме N.Y.H.C.. Были проведены многочисленные интервью с Фредди, а также выступления 29 июля 1995 года на ныне не существующем «Coney Island High», на котором его брат Роджер сломал несколько позвонков и больше года не принимал участие в совместной творческой деятельности.
В составе Кришена, Хендерсона, Хойя и нового барабанщика Джона Лафата группа записывает альбом Look My Way, который был выпущен в начале 1998 года. Два года спустя выходит новый студийный альбом Hold It Down. С начала 2001 до конца 2002 года группа делает творческий перерыв. В конце 2002 года Фредди Кришен вместе с Хойя Роком, Миттсом (ex-Skarhead) и Риггом Россом (ex-Hatebreed) начинает гастроли и совместные записи. Вскоре Madball выпускают: Best of Madball в 2003 году, мини-альбом N.Y.H.C. (EP) в 2004 году, Legacy в 2005 году и Infiltrate The System в 2007 году. В 2009 году, Ригг Росс покидает проект, к нему присоединяется Дюссо Бенэкс (ex-Throwdown).
Наряду с такими группами, как Agnostic Front, Vietnom, Bulldoze, Resistance и H2O они формируют проект DMS Crew в Нью-Йорке. Вокалист Кришен и бас-гитарист Хойя также создают группу Hazen Street, наряду с членами банд H2O и Cro-Mags.
В феврале 2010 года, после истечения контракта с Ferret Music, Madball подписал контракт с Nuclear Blast на Европейский релиз их нового студийного альбома Empire в сотрудничестве с Эриком Рутаном. Джей Вайнберг и Макс Вайнберг присоединяются к Madball для записи альбома и концертных туров. Madball отклоняет Вайнберга в сентябре 2010 года, сославшись на личные конфликты. Вайнберг говорил в интервью, что пожелал уйти из группы из-за их образа жизни и проблем. В настоящее время группа гастролирует с барабанщиком Игорем Ваутерсом.
В 2014 году группа объявляет о записи нового альбома, и летом он выходит в свет под названием Hardcore Lives.
В октябре 2017 года было объявлено, что гитарист Брайан «Миттс» Дэниелс покинул группу.
В 2018 группа пишет очередной альбом, под рабочим названием For the Cause, над сведением и мастерингом будет работать Tue Madsen, работавший с Meshuggah, The haunted, Sick of it all и т. д. Гитарные партии пишет экс-гитарист команды Matt Henderson; в турне с командой он не поедет. В качестве специально приглашенного гостя в ней принимал участие известный рэпер, актер и вокалист Body Count Ice-T.

## Состав группы

### Нынешний состав
- Фредди «Мэдболл» Кришен — вокал
- Джордж «Хойя Рок» Гуэрра — бас-гитара
- Игорь Ваутерс — барабаны

### Бывшие участники
- Меки Джейсон — барабаны (ex-Cro-Mags, ex-Bad Brains)
- Ригг Росс — барабаны (Skarhead)
- Brian «Mitts» Daniels — гитараФредди «Мэдбол» Кришен на концерте

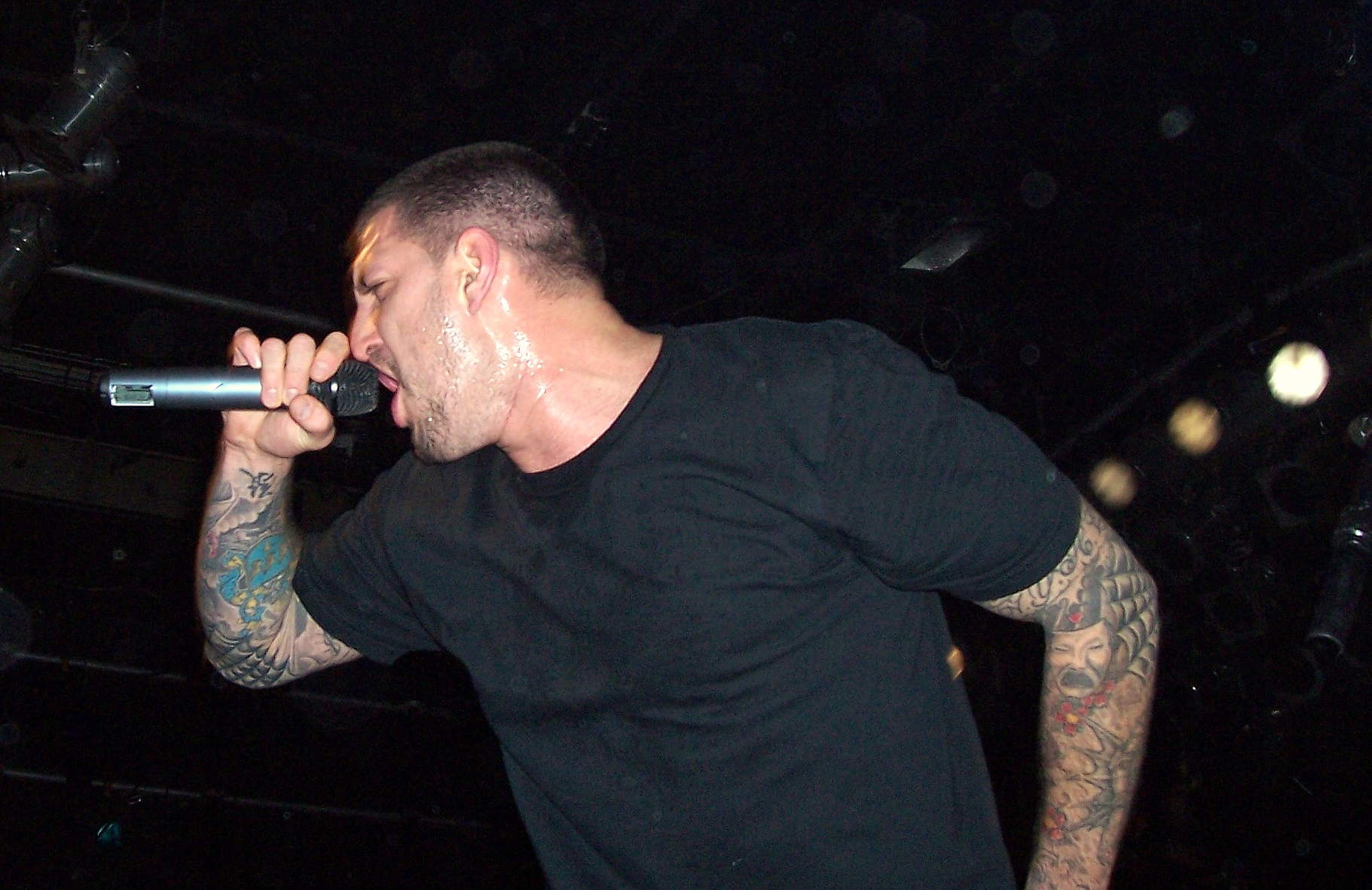
Фредди «Мэдбол» Кришен на концерте

- Винни Стигма — гитара (Agnostic Front)
- Роджер Мирет — бас-гитара (Agnostic Front)
- Трэвис Дауни — гитара (No Warning, Hatebreed, GWAR, Bulldoze)
- Мэтт Хендерсон — гитара (Blind Approach, Agnostic Front)
- Уилл Шеплер — барабаны (Agnostic Front)
- Джон Лафата — барабаны (Mind Over Matter, Neglect, Sheer Terror)
- Уолтер Райан — барабаны (Possessed, Powerhouse)
- Бен Дьюсселт — барабаны (ex-Throwdown)
- Джей Вайнберг — барабаны

## Дискография

### Альбомы
- 1994: Set It Off
- 1996: Demonstrating My Style
- 1998: Look My Way
- 2000: Hold It Down
- 2005: Legacy
- 2007: Infiltrate the System
- 2010: Empire
- 2014: Hardcore Lives
- 2018: For The Cause

### Мини-альбомы
- 1989: Ball of Destruction 7" EP (reissued with 14 extra tracks in 1996)
- 1992: Droppin' Many Suckers
- 2004: N.Y.H.C.
- 2012: Rebellion

### Компиляции и саундтреки
- 1996: N.Y.H.C. Documentary Soundtrack
- 2000: Worldwide Tribute To The Real Oi: Vol. 1 — ´Violence In Our Minds´ [The Last Resort Cover]
- 2003: Best of Madball — Compilation of greatest hits